# Donzelinho Branco

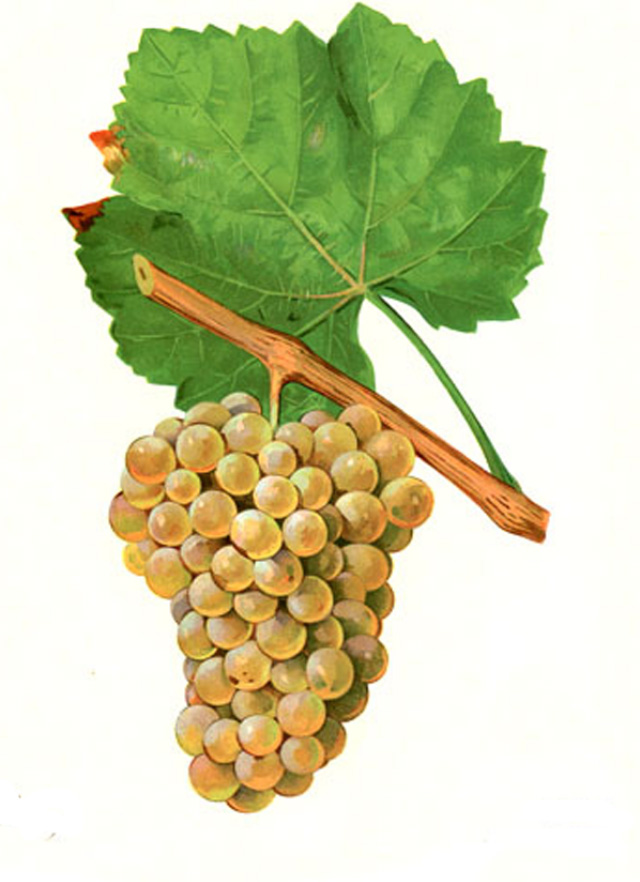
Donzelinho Branco im Buch von Viala & Vermorel

Donzelinho Branco (deutsch weißer Edelknecht) ist eine Weißweinsorte. Sie ist eine autochthone Sorte in Portugal. Ihr Anbau ist in der Region Trás-os-Montes empfohlen. In den 1990er Jahren wurde eine bestockte Rebfläche von 644 Hektar erhoben.
Die mittelfrüh reifende, ertragsschwache Sorte liefert leichte Weißweine mit einer schönen zitronengelben Farbe und einem Duft, der entfernt an Lavendelwasser erinnert. Die Sorte findet Eingang in den weißen Portwein. Donzelinho Branco ist eine Varietät der Edlen Weinrebe (Vitis vinifera). Sie besitzt zwittrige Blüten und ist somit selbstfruchtend. Beim Weinbau wird der ökonomische Nachteil vermieden, keinen Ertrag liefernde männliche Pflanzen anbauen zu müssen.
Synonyme: Donzellinho Branco, Rabigato (aber nicht verwandt mit der Sorte Rabigato) und Terrantez
.